# ТЕС Балай-Пунгут
1°4′13″ пн. ш. 101°16′52″ сх. д. / 1.07028° пн. ш. 101.28111° сх. д.
ТЕС Балай-Пунгут — теплова електростанція у центральній частині індонезійського острова Суматра.
В 2013 році на майданчику станції стали до ладу 7 генераторних установок на основі двигунів внутрішнього згоряння Wärtsilä 18V-50DF потужністю по 16 МВт.
У 2016-му поряд запустили ще один генеруючий майданчик із чотирма встановленими на роботу у відкритому циклі газовими турбінами потужністю по 25 МВт.
Станція використовує природний газ, який надходить до регіону по трубопроводу Гріссік – Дурі.
ТЕС використовується переважно в режимі покриття пікових навантажень.
Видача продукції відбувається по ЛЕП, розрахованій на роботу під напругою 150 кВ.